# Coast Guard Air Station Atlantic City
La Coast Guard Air Station Atlantic City est une base aérienne de la Garde côtière américaine située à 15 kilomètres au nord-ouest d'Atlantic City, sur l'aéroport international d'Atlantic City, dans le canton d'Egg Harbor, dans le New Jersey. C'est la base aérienne la plus au nord et la plus grande du cinquième district de la Garde côtière.

## Opérations et missions

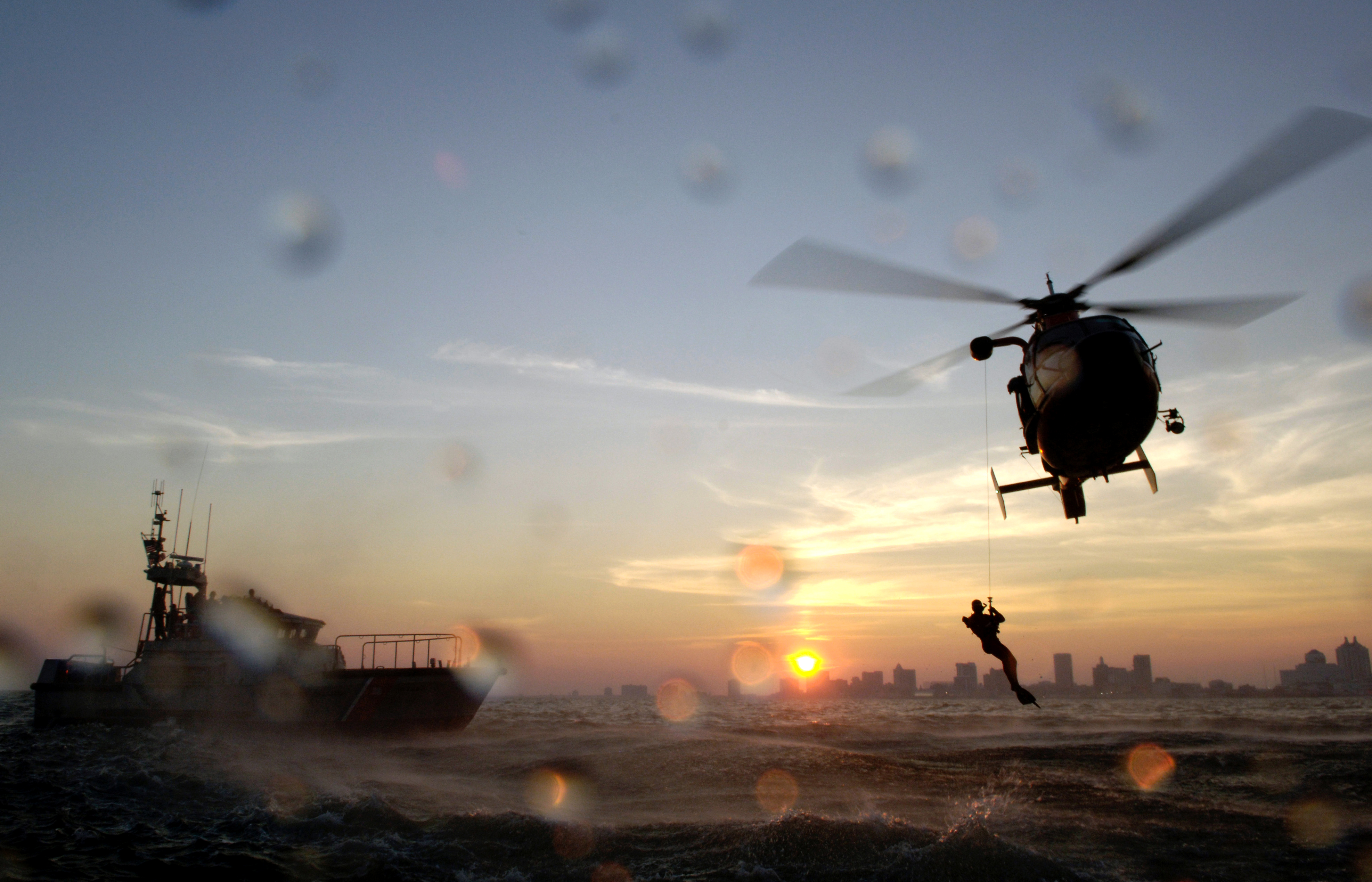
HH-65C et équipage au large d'Atlantic City

La base aérienne de la Garde côtière d'Atlantic City (CGAS Atlantic City) est située au centre technique William J Hughes de la Federal Aviation Administration (FAA) sur l'aéroport international d'Atlantic City. Il s'agit de l'une des deux bases aériennes du Fifth Coast Guard District.
La station aérienne d'Atlantic City se compose de 10 hélicoptères Dolphin MH-65D et maintient deux hélicoptères MH-65D en état d'alerte de 30 minutes. Environ 250 personnels sont affectés sur l'installation en plus du personnel de la Réserve de la Garde côtière (en) et des membres auxiliaires de la Garde côtière (en), qui augmentent ses forces en service actif.
La CGAS Atlantic City soutient un large éventail d'opérations de la Garde côtière telles que la recherche et le sauvetage (SAR), l'application des lois maritimes, la sécurité portuaire, le soutien aux aides à la navigation et la protection de l'environnement marin pour les districts un et cinq, qui comprend les côtes du Connecticut, New York, New Jersey, Pennsylvanie, Delaware, Maryland et Virginie ainsi que la protection des baies et des rivières intérieures telles que la baie de Chesapeake, la Delaware, l'Hudson et la Long Island Sound.
La CGAS Atlantic City fournit également des équipages et des appareils dans la région de Washington, dans le cadre de l'opération Noble Eagle, une mission du département de la Défense des États-Unis (NORAD) pour protéger l'espace aérien autour de la capitale nationale.

## Historique
LA CGAS Atlantic City a été inaugurée le 18 mai 1998. L'installation est la plus récente et la plus grande unité des bases aériennes de la Garde côtière et est le produit de la fusion de l'ancienne base aérienne de la Garde côtière de Brooklyn et de la base aérienne de groupe Cape May, New Jersey en une seule unité.
Elle fournit des services de soutien aux missions dans les régions côtières de l'Atlantique du Connecticut à la Virginie. Les responsabilités opérationnelles de l'Air Station Brooklyn et de l'Air Station Cape May se chevauchaient dans la région. La Garde côtière des États-Unis a donc décidé que le même niveau de couverture serait maintenu en regroupant les deux stations aériennes en une seule installation.
Les premières stations de sauvetage le long de la côte du New Jersey ont été construites en 1849 en réponse à une suite d'accidents mortels de navigation. Le terme «groupe» faisait référence aux stations de sauvetage de Barnegat et de Cape May. En 1969, Cape May est devenue une base aérienne lorsque trois hélicoptères y ont été stationnés sous le commandement du commandant de groupe. Initialement organisées en deux bureaux de groupe distincts basés à Atlantic City et Cape May, ces deux structures de commandement ont été combinées en 1982.